# Salix acmophylla
Salix acmophylla är en videväxtart som beskrevs av Pierre Edmond Boissier. Salix acmophylla ingår i släktet viden, och familjen videväxter. Inga underarter finns listade i Catalogue of Life.
Arten förekommer i Mellanöstern och västra Asien från Sinaihalvön till Pakistan och Afghanistan. Enskilda populationer finns på Arabiska halvön. Växten hittas vanligen i galleriskogar, wadi, vid diken eller i oaser.
För beståndet är inga hot kända. Växten är i lämpliga habitat vanligt förekommande. IUCN listar arten som livskraftig (LC).